# Vành giảm
Trong lý thuyết vành, một vành R được gọi là vành giảm (cũng gọi là vành rút gọn) nếu nó không có phần tử lũy linh khác không. Tương đương, một vành là giảm nếu nó không có phần tử khác không có bình phương bằng 0, nghĩa là x2=0 thì x=0. Một đại số giao hoán trên một vành giao hoán được gọi là đại số giảm nếu vành nền của nó là vành giảm.
Một vành thương R / I là giảm khi và chỉ khi I là một i-đê-an gốc.

## Ví dụ và phản ví dụ
- Mọi miền nguyên là một vành giảm.
- Vành Z/6Z là một vành giảm. Vành Z/4Z không phải là một vành giảm. Phần tử 2+4Z là một phần tử lũy linh: bình phương của nó bằng 0.

## Khái quát
Trong hình học đại số, các vành giảm được khái quá hóa thành các lược đồ giảm.